# Val d'Ese
Val d'Ese [val.deze]  est une station de ski française située sur la commune de Bastelica en Corse-du-Sud.

## Distances
- Val d'Ese - Bastelica = 11 km
- Val d'Ese - Ajaccio = 51 km
- Val d'Ese - Sartène = 92 km

## Geographie
- La station est implantée sur le plateau d'Ese entre les vallées du Prunelli et du Taravo.
- Les pistes s'étendent sur les communes de Bastelica et de Ciamannacce.
- La station se situe à 1 620 mètres d'altitude avec vue sur le golfe d'Ajaccio.

## Équipements
- L'aménagement du plateau a commencé avec la création de la route d'accès dans les années 1970. Les infrastructures ont été installées à partir de 1976 avec la création des premiers téléskis.

Le ski de piste s'étend de 1620 à 1 825 mètres d'altitude pour la plus haute remontée.
- 4 pistes rouges
- 1 piste bleue
- 1 piste verte

 (juillet 2017).
- Janvier 2010 (mise à jour): Le domaine, qui s'étend sur environ 20 hectares de pistes et 100 hectares de hors-pistes, propose  quatre remontées mécaniques plus une pour les enfants âgés de 3 à 5 ans téléski pour six pistes.

- Depuis 2005, l'État, la Collectivité Territoriale De Corse et la commune de Bastelica planchent en vue d'une mise en service qui devrait intervenir pour la saison 2010-2011. L'aboutissement du projet - d'un montant global de 800 000 euros  doublera la superficie du domaine skiable pour la porter à 20 hectares.

A l'entrée de la station, il y a un chalet proposant une restauration rapide.
Attention : la location d'équipements s'effectue au village de Bastelica, à 20 mètres de la Mairie.
Encadrement : École du ski français : 3 moniteurs.